# Ix-Xagħra
Ix-Xagħra, connue aussi plus simplement comme Xagħra, est un village d’environ 3 700 habitants situé sur l’île de Gozo à Malte. Établi sur un plateau, il se trouve au nord-est entre Victoria et la baie de Ramla.

## Paroisse
C’est l’évêque David Cocco Palmieri qui établit Xagħra comme paroisse indépendante le 28 avril 1688.

### Église
La première église de la paroisse est l’actuelle chapelle médiévale consacrée à saint Antoine. La basilique de la paroisse est consacrée à la nativité de la Vierge Marie.

## Géographie
|                 | Mer Méditerranée |       |
| Żebbuġ (Gozo)   | Xagħra           | Nadur |
| Ir-Rabat (Gozo) | Xewkija          |       |

## Patrimoine et culture

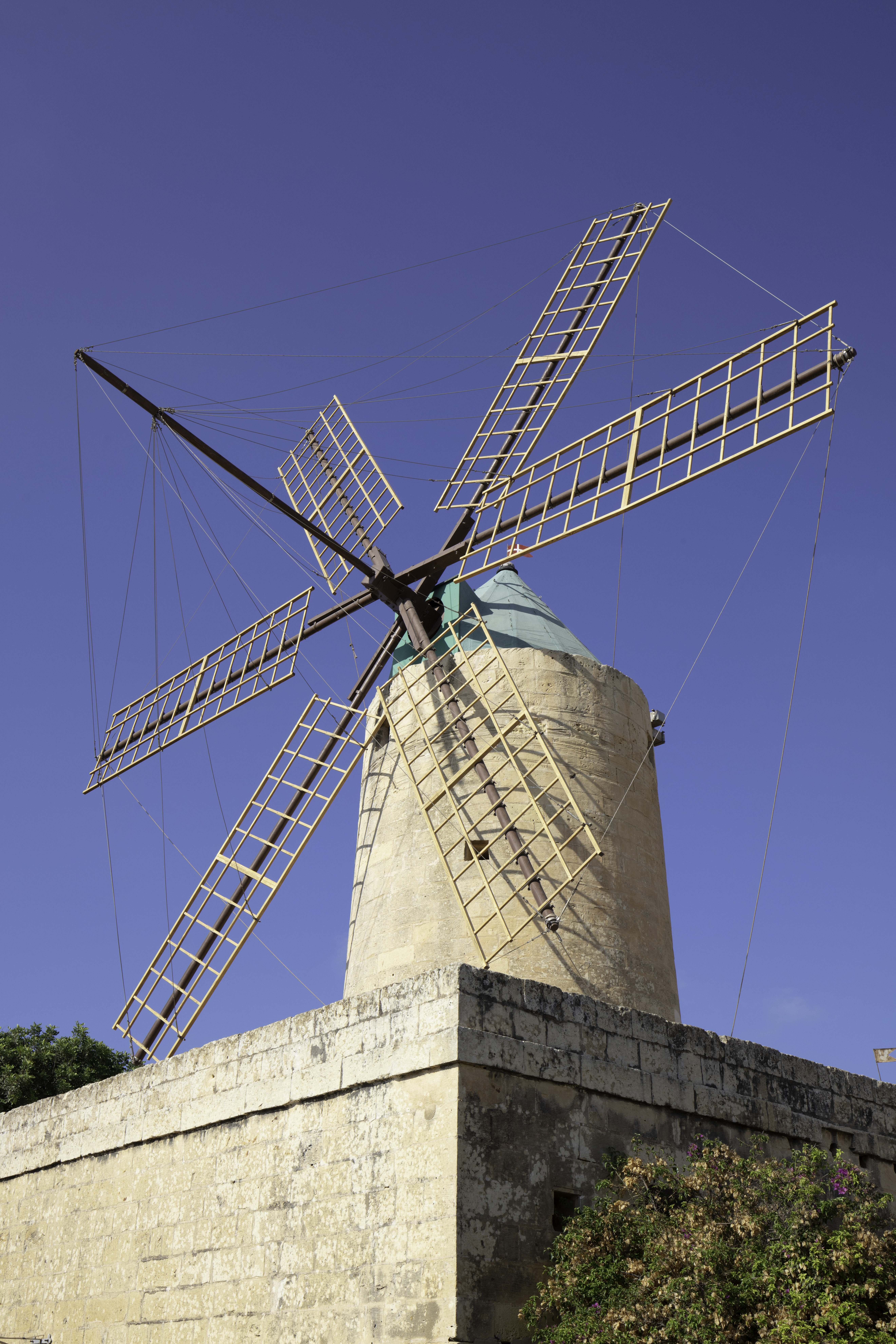
Moulin à vent de Ta' Kola

Ce village est d’une richesse archéologique étonnante. Il est colonisé dès le Néolithique en 4 100 av. J.-C., le site de Ġgantija (tour des géants en maltais) abrite deux temples mégalithiques classés en 1980 au patrimoine mondial de l'humanité par l'Unesco. Ce site est connu de très longue date. Il est désigné comme site antique dès 1770 lors du premier voyage de Jean-Pierre Houël à Malte. « Cette tour des géants n'est que le reste d'un édifice que je crois de la plus haute Antiquité. Il est certainement antérieur aux édifices que les Grecs construisirent dans cette île. »,.
Jean-Pierre Houël avait aussi dessiné en 1776 un cercle de pierres qui abrite un hypogée connu sous le nom de cercle de Brochtorff. Ce nom provient de l'artiste maltais Charles de Brochtorff qui en fit l’aquarelle pendant les fouilles du colonel Gouverneur de Gozo, Otto Bayer en 1825.
En bordure du village, le site de Santa-Verna était aussi un site mégalithique. Il est aujourd’hui en trop mauvais état pour rendre le temple lisible, seuls subsistent trois blocs mégalithiques.
Sur une butte, proche du village, le site de Nuffara a été découvert en 1960. Ce sont les vestiges d’un habitat de l’âge du bronze avec un silo à grain creusé directement dans le sol.
La baie de Ramla abrite les vestiges de la villa romaine de Ramla.
Le village abrite aussi le seul moulin à vent de l’île possédant encore tout son mécanisme d’origine. Le moulin de Ta' Kola, aujourd’hui musée, date de 1725.
Dans le plateau autour du village, il existe deux grottes karstiques présentant de jolies stalactites et stalagmites. Il s’agit des Xerri's Grotto et Ninu's Cave.

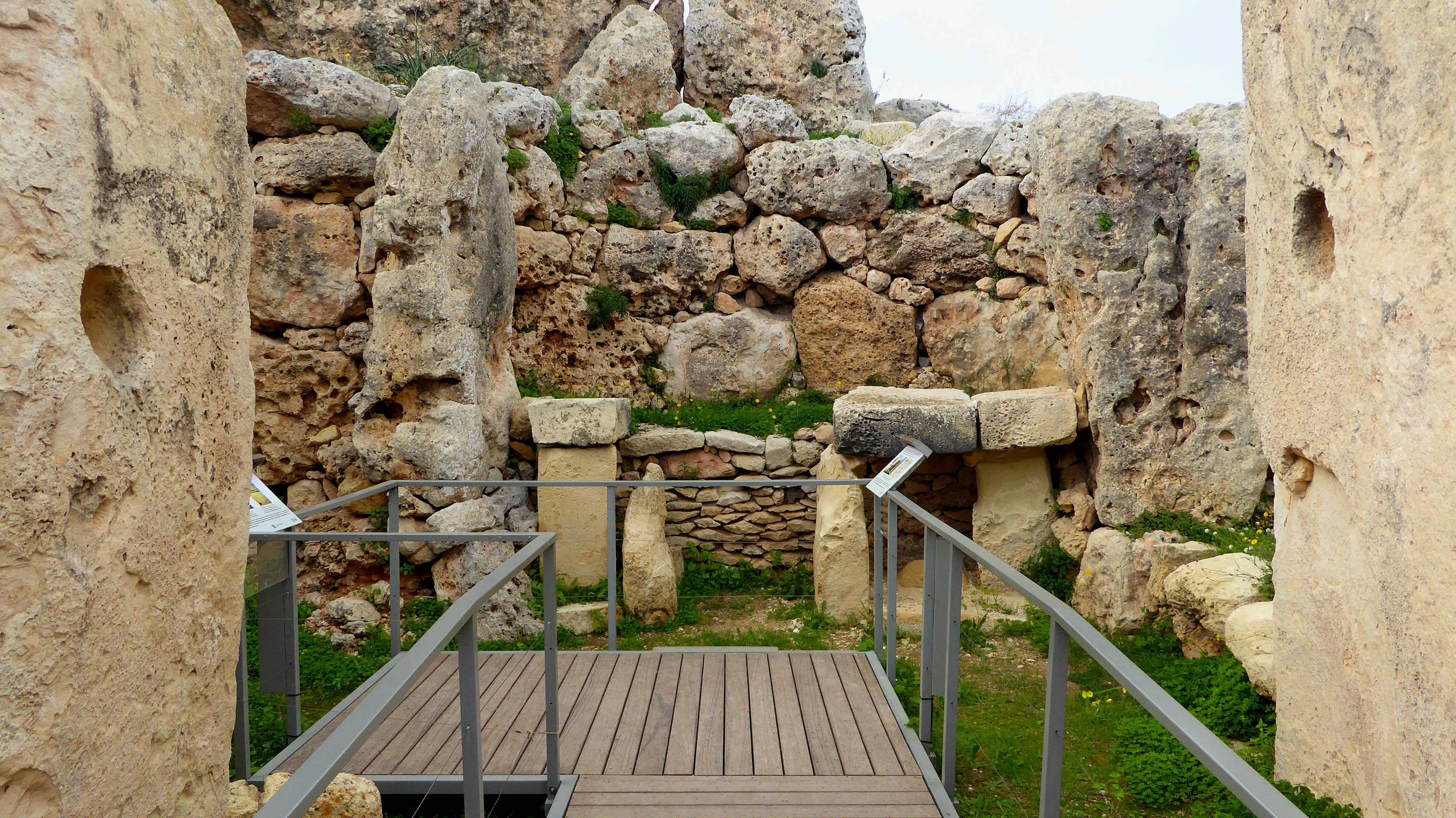
Temple Ġgantija

## Sources
- (fr) Alain Blondy (1991) Malte, Arthaud, Paris, Réed. 2007
- (fr) Jean-Pierre Houël (1787) Voyage pittoresque des isles de Sicile, de Malthe et de Lipari, Imprimerie de Monsieur, Paris (M.DCC.LXXXVII)